# Хлендовский, Казимеж
Казимеж Хлендовский (23 февраля 1843, Любатовка рядом с Кросно — 20 марта 1920, Вена) — австрийский польский юрист, писатель (публицист и романист), мемуарист, культуролог, сатирик, историк культуры, рассказчик, популяризатор итальянской культуры, политический активист, чиновник Министерства по делам Галиции в Вене, где служил в качестве секретаря, затем начальника отдела, а с 1899 года — министра, владелец имения в Ветржно около Кросно.

## Биография
Происходил из семьи галицийских землевладельцев-земян Хлендовских, приходился племянником известным издателям и публицистам братьям Адаму и Валентию Хлендовским. В 1846 году во время Галиицйского восстания его отец был схвачен в Новотанце крестьянским ополчением и убит на народном суде в Саноке, но его жена и сам Казимеж избежали этой судьбы. Начальное образование получил дома, затем посещал школу в Саноке, позже учился в гимназиях в Тарнуве и Новы-Сонч и в гимназии Св. Анны в Кракове. После окончания среднего образования изучал право в Праге и Ягеллонского университета (с 1862 по 1867 год). В 1867 году получил степень доктора права от Ягеллонского университета. Он также подготовил в этом же университете габилитационную диссертацию, однако не стал читать необходимые для защиты лекции и в итоге не защитил её и не получил степени доцента. После получения образования работал в государственных учреждениях в Лемберге (Львове) (в том числе окружным комиссаром наместничества в Львове и львовском и злочовском округах). С 1881 он служил чиновником в Вене — действительным тайным советником управления Министерства внутренних дел (с 1881по 1882 год), начальником тайного совета управления Министерства по делам Галиции (с 1882 по 1899 год), затем был министром по делам Галиции (с 1899 по 1900 год).
Начиная с середины 1860-х годов публиковал свои статьи исторического и политико-экономического содержания в «Литературном журнале» («Dziennik Literacki»), «Biblioteka Warszawska» «Tygodn. illustr.», «Przegląd Polski» и других изданиях, во многих из которых пропагандировал идеи позитивизма. Был известен как противник поэзии романтизма, осудил Январское восстание; в 1907 году был избран академиком Польской академии знаний, имел целый ряд австро-венгерских государственных наград. Одним из главных его научных интересов была история и культура Италии: им были проведены многолетние исследования в итальянских музеях и архивах, результатом чего явился большой цикл работ о религиозной, политической, культурной, литературной и научной истории Италии в период с XV по XVIII века. Полностью этот его труд был опубликован лишь в 1950-е годы.
Наиболее известные беллетристические произведения: «Album fotograficzne» (1870—1872, 2 части, крупное сатирическое произведение о современных автору галицийских политиках); романы «Skrupuły» (1877), «Ella» (1877); криминальный роман «Ponitce do klebka» (1872); «Królowa Bona». Из его описаний итальянских путешествий более всего известны сатирические «Szkice z Wloch» (1873) и «Alpy» (1876), из работ по эстетике — «О karykaturze», «O paszkwilu», «Sztuka wspólczesna i jej kierunki» (1873), а также сатирические повесть «Sylwetki społeczne» и роман и одновременно политико-экономический памфлет «Zwierciadło głupstwa» (1878), в которых он касался множества острых общественных тем.. В 1882—1887 годах вёл фельетон в газете «Słowo», где поместил и новеллы «Przyjaciel Jcek» и «Paralityczki». В Российской империи творчество Хлендовского оценивалось не слишком высоко: так, в своих повестях он, согласно ЭСБЕ, «старался нагромоздить как можно больше интересных фактов в ущерб художественности».